# Каролтон (Џорџија)
Каролтон (Џорџија) (енгл. Carrollton) град је у америчкој савезној држави Џорџија. По попису становништва из 2010. у њему је живело 24.388 становника.

## Демографија
Према попису становништва из 2010. у граду је живело 24.388 становника, што је 4.545 (22,9%) становника више него 2000. године.
| Група             | 2000.          | 2010.          |
| Белци             | 12.018 (60,6%) | 13.143 (53,9%) |
| Афроамериканци    | 6.184 (31,2%)  | 7.773 (31,9%)  |
| Азијати           | 251 (1,3%)     | 346 (1,4%)     |
| Хиспаноамериканци | 1.120 (5,6%)   | 2.633 (10,8%)  |
| Укупно            | 19.843         | 24.388         |